# Augustynolophus
Augustynolophus là một chi khủng long, được Prieto-Márquez J. R. Wagner Bell & Chiappe mô tả khoa học năm 2014.